# Girolamo Gastaldi
Pour les articles homonymes, voir Gastaldi.
Girolamo Gastaldi (né le  1616 au château de Taggia, Italie, alors dans la république de Gênes, et mort le 8 avril 1685 à Rome) est un cardinal italien du XVIIe siècle.

## Biographie
Girolamo Gastaldi est handicapé physiquement depuis sa naissance. Il est référendaire au tribunal suprême de la Signature apostolique, commissaire général de la santé, clerc de la Chambre apostolique, commissaire général delle armi della Chiesa, président delle dogane and delle grascia et trésorier général de la Chambre apostolique.
Le pape Clément X le crée cardinal lors du consistoire du 12 juin 1673. Le cardinal Gastaldi est légat à Bologne. En 1680 il est élu archevêque de Bénévent et en 1685 il est nommé camerlingue du Sacré Collège. Le cardinal Gastalidi participe au conclave de 1676, lors duquel Innocent XI est élu pape.

### Sources
- Fiche du cardinal  sur le site fiu.edu